# County Dublin
Dublin (irisch Baile Átha Cliath) war bis 1994 eine Grafschaft (county) in der Republik Irland.
Mit Wirkung vom 1. Januar 1994 wurde das County Dublin per Gesetz aufgelöst und auf die neuen Countys Fingal (Sitz: Swords), Dún Laoghaire-Rathdown (Sitz: Dún Laoghaire) und South Dublin (Sitz: Tallaght) sowie die nun selbständige Stadt Dublin aufgeteilt. Diese Neugliederung ist allerdings im öffentlichen Bewusstsein nur eingeschränkt angekommen; der Begriff „County Dublin“ ist immer noch häufig zu hören und zu lesen.

## Wirtschaft
Die Landwirtschaft besteht in der Hauptsache aus Rinder- und Schafzucht. Die Stadt Dublin ist das wirtschaftliche Zentrum des Landes. Hier konzentrieren sich Industrie, Handel, Banken und Versicherungen.

## Städte
- Dublin
- Tallaght
- Clondalkin
- Swords
- Dún Laoghaire

## Sehenswürdigkeiten
- Ballyedmonduff Wedge Tomb
- Brenanstown
- Kilmashogue
- Portal Tomb von Kiltiernan

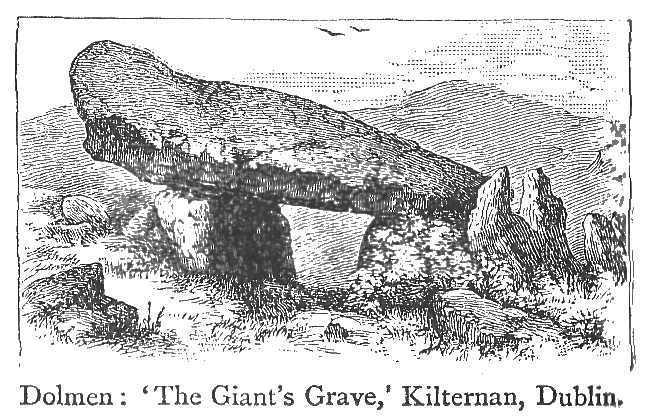
Kiltiernan 1908

- Kirche St Macuilin mit Rundturm aus dem 9. Jahrhundert in Lusk